# Wakehurst FC
Wakehurst FC is een Noord-Ierse voetbalclub uit Ballymena. Thuiswedstrijden worden gespeeld op Pitch 2 van de Ballymena Showgrounds, dat grenst aan het stadion van Ballymena United.